# ایرماش‌لی
ایرماش‌لی (به لاتین: İrmaşlı، تا ۱۹۳۲ ایچن‌فیلد Eichenfeld، تا ۱۹۹۲ انگلس‌کند Engelskənd) یک منطقه مسکونی در جمهوری آذربایجان است که در شهرستان شمکور واقع شده است. ایرماش‌لی ۴۰۰۱ نفر جمعیت دارد.